# Syncleithrium fusiformis
Syncleithrium fusiformis är en plattmaskart. Syncleithrium fusiformis ingår i släktet Syncleithrium och familjen Dactylogyridae. Inga underarter finns listade i Catalogue of Life.